# Odorrana chapaensis
Espèce
Synonymes
- Rhacophorus buergeri chapaensis Bourret, 1937
- Amolops chapaensis (Bourret, 1937)
- Amolops macrorhynchus Yang, 1987

Statut de conservation UICN

 NT  : Quasi menacé
Odorrana chapaensis est une espèce d'amphibiens de la famille des Ranidae.

## Répartition
Cette espèce se rencontre entre 800 et 1 700 m d'altitude, :
- en République populaire de Chine dans le sud du Yunnan dans les xians de Hekou et de Lüchun ;
- dans le nord du Viêt Nam dans la province de Lào Cai.

Sa présence est incertaine dans le nord du Laos.

## Description
Odorrana chapaensis mesure jusqu'à 84 mm pour les mâles et jusqu'à 100 mm pour les femelles. Son dos est brun foncé avec de petites taches jaune verdâtre (parfois brunes).

## Étymologie
Son nom d'espèce, composé de chapa et du suffixe latin -ensis, « qui vit dans, qui habite », lui a été donné en référence au lieu de sa découverte, Chapa, désormais appelée Sa Pa, dans la province de Lào Cai dans le nord du Viêt Nam.

## Publication originale
- Bourret, 1937 : Notes herpétologiques sur l'Indochine française. XIV. Les batraciens de la collection du Laboratoire des Sciences Naturelles de l'Université. Descriptions de quinze espèces ou variétés nouvelles. Annexe Bulletin de l'Institut public Hanoï, p. 5-56.